# Knieja (województwo opolskie)
Knieja (dodatkowa nazwa w j. niem. Kneja) – wieś w Polsce położona w województwie opolskim, w powiecie oleskim, w gminie Zębowice.
W latach 1975–1998 miejscowość administracyjnie należała do ówczesnego województwa opolskiego.
W 1936 roku hitlerowska administracja III Rzeszy, chcąc zatrzeć słowiańskie pochodzenie nazwy wsi, przemianowały ją ze zgermanizowanej na nową, całkowicie niemiecką nazwę Heidewald

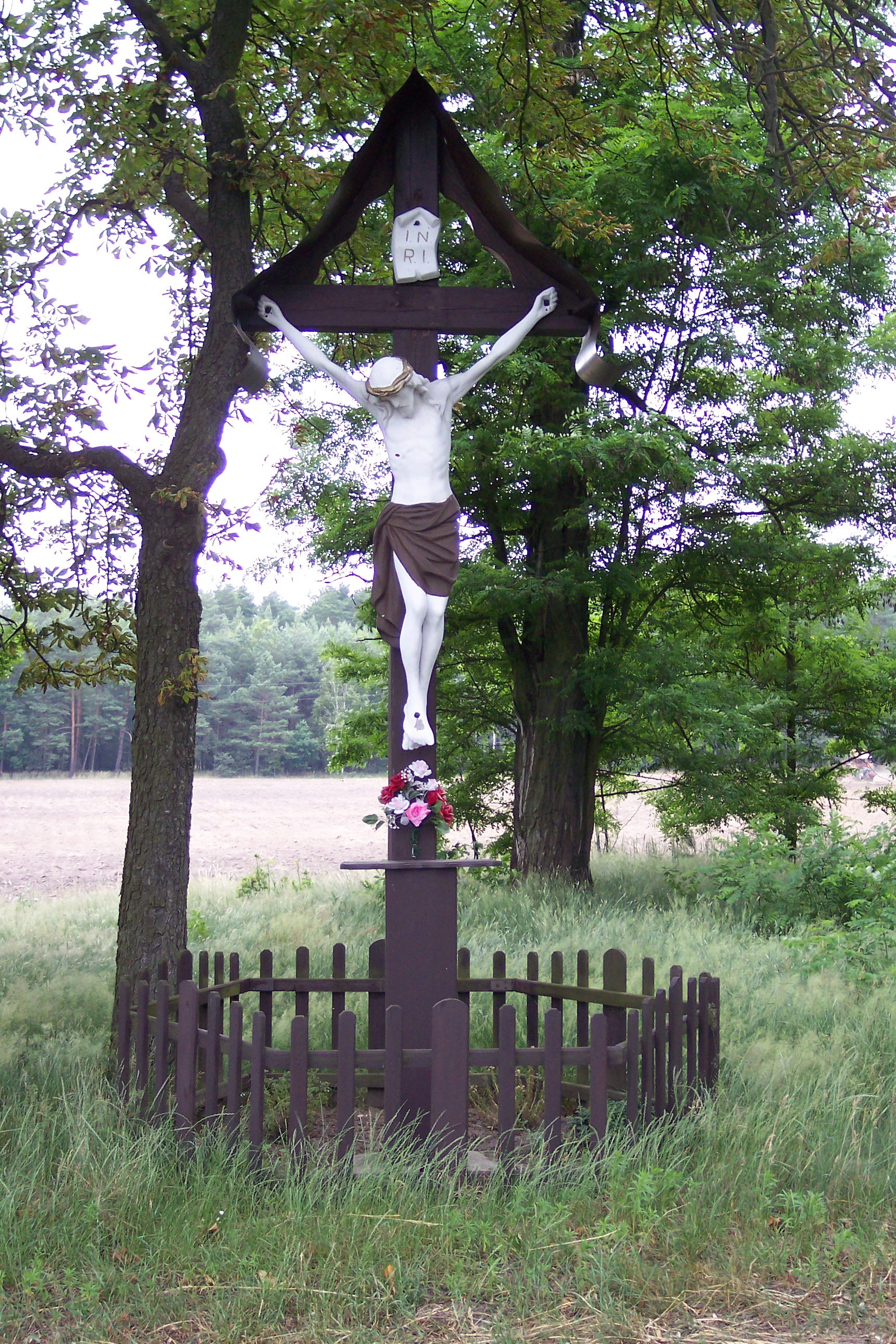
Krzyż przydrożny przed Knieją
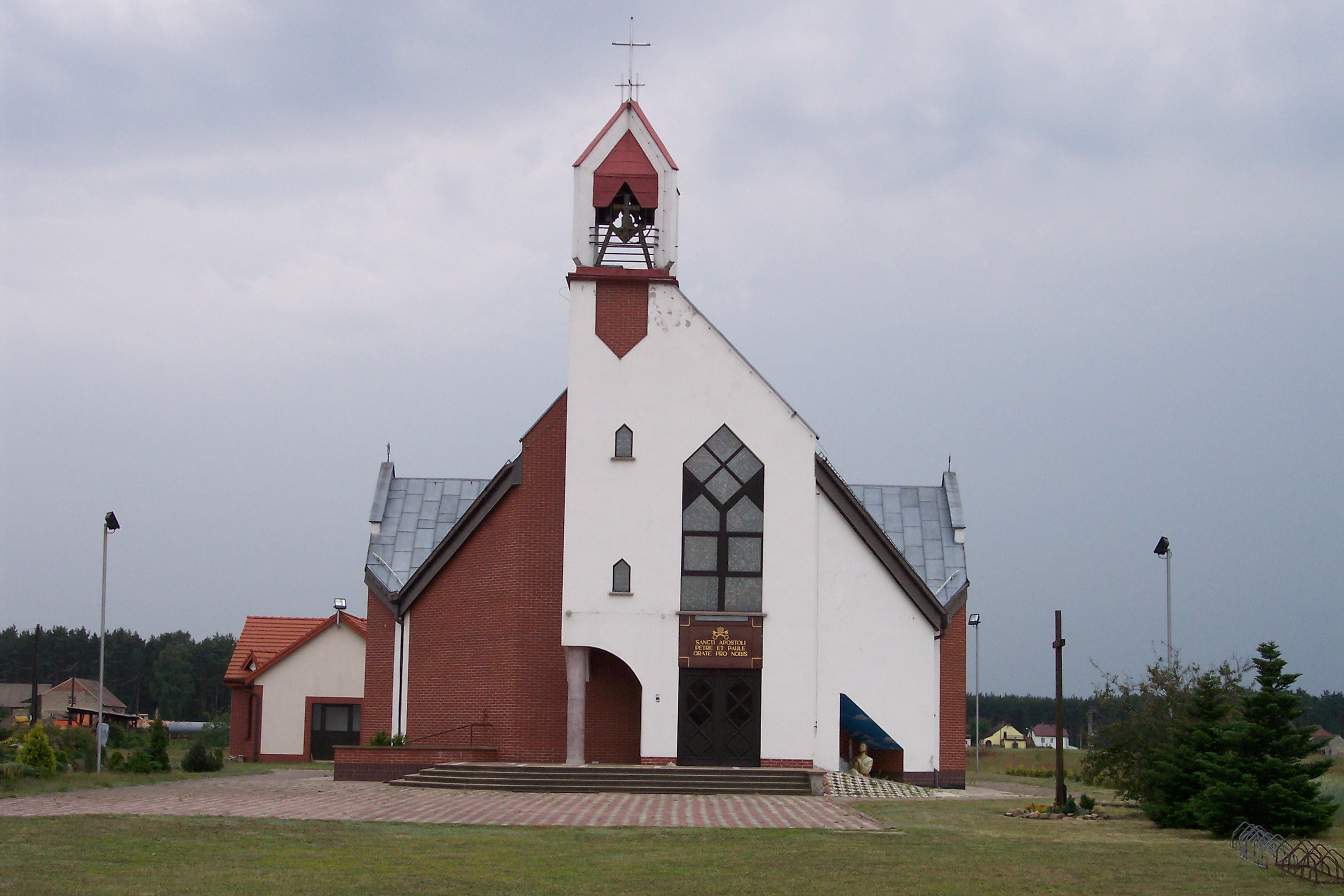
Rzymskokatolicki kościół filialny pw. Apostołów Piotra i Pawła
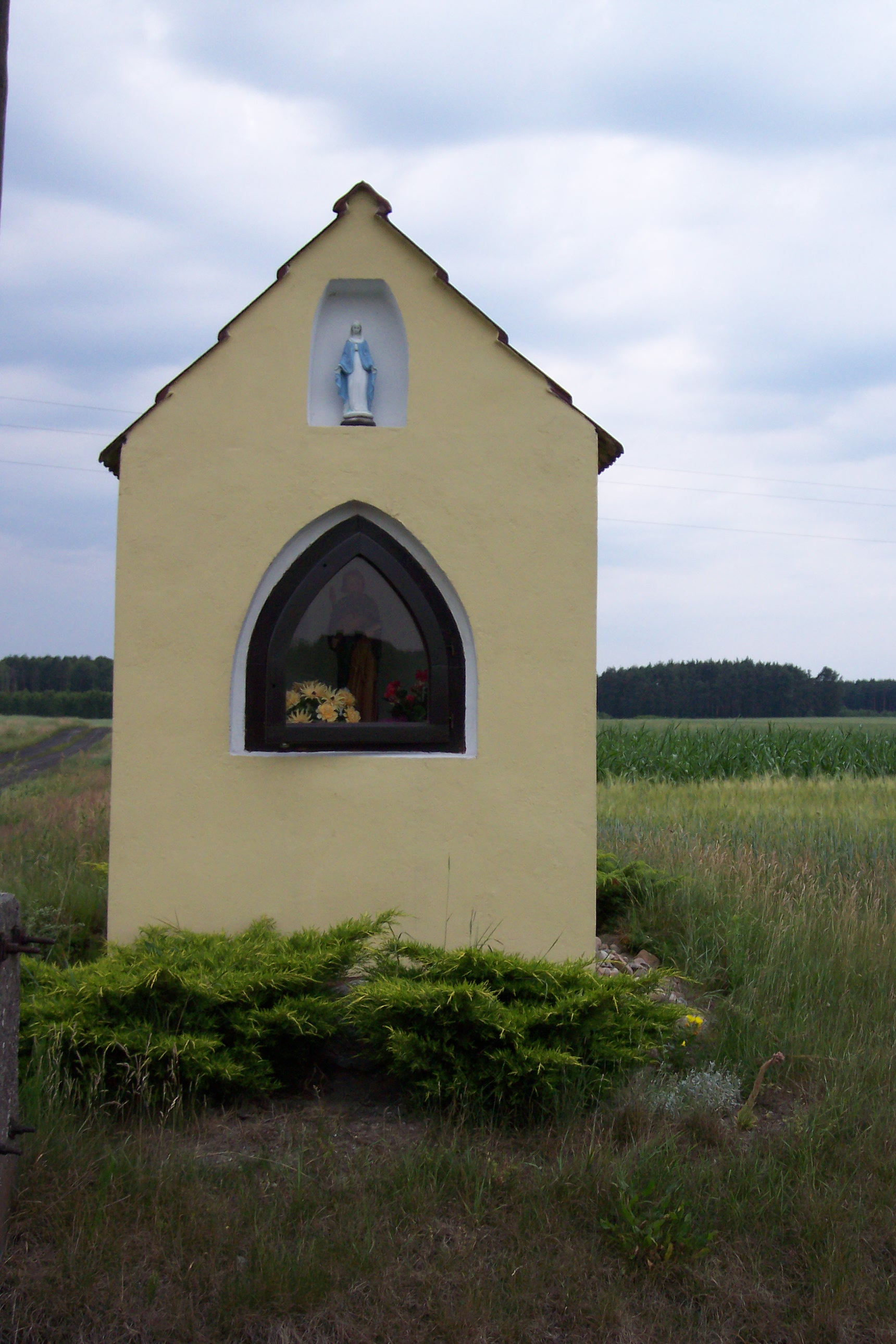
Kapliczka przydrożna w Kniei